# Прадо Верд (Тексас)
Прадо Верд (енгл. Prado Verde) насељено је место без административног статуса у америчкој савезној држави Тексас.

## Демографија
По попису из 2010. године број становника је 246, што је 46 (23,0%) становника више него 2000. године.
| Група             | 2000.       | 2010.       |
| Белци             | 88 (44,0%)  | 69 (28,0%)  |
| Афроамериканци    | 0 (0,0%)    | 4 (1,6%)    |
| Азијати           | 0 (0,0%)    | 1 (0,4%)    |
| Хиспаноамериканци | 110 (55,0%) | 169 (68,7%) |
| Укупно            | 200         | 246         |